# Trigonospila integra
Trigonospila integra är en tvåvingeart som först beskrevs av Villeneuve 1935.  Trigonospila integra ingår i släktet Trigonospila och familjen parasitflugor. Inga underarter finns listade i Catalogue of Life.